# ناوتانوا
ناوتانوا (به انگلیسی: Nautanwa) یک منطقهٔ مسکونی در هند است که در بخش مهاراج‌گنج واقع شده‌است. ناوتانوا ۱٬۰۵٬۳۴۵ نفر جمعیت دارد و ۸۹ متر بالاتر از سطح دریا واقع شده‌است.